# Igreja de Santa Bárbara de Nexe
A Igreja Matriz de Santa Bárbara de Nexe, em Santa Bárbara de Nexe, Portugal, é uma das maiores e mais importantes igrejas no Algarve rural. Iniciou-se no século XIV, no lugar de uma antiga ermida já existente, onde eram relatados “milagres” e que era local de romagens regionais.
Foi alvo de importantes intervenções nos séculos XVII e XVIII. É um edifício de três naves de cinco tramos, com arcos ogivais suportados por colunas. Um arco triunfal exuberantemente decorado com ramos e troncos, em puro estilo manuelino, separa a nave central da capela-mor, cuja cobertura é decorada por uma abóbada estrelada, de cinco chaves, ligadas por combados em forma de corda. A nave virada a norte possui três capelas, possuidoras de pinturas do século XVI, retábulos de talha barroca e rocaille. Também se evidenciam vários revestimentos de azulejos de padronagem e um painel de azulejos figurativos que encima o arco triunfal.
A igreja encontra-se em vias de classificação.